# Partition Love
「Partition Love」（パーティション・ラブ）は東京女子流の15枚目のシングル。2014年2月12日にavex traxから発売された。

## 概要
「Partition Love」はシングル発売に先駆けて2013年9月25日にレコチョク、iTunes、Amazon.co.jpで配信を開始する。恋愛3部作の1作目「禁断の恋」。同年12月22日に行われた「TOKYO GIRLS' STYLE 『LIVE AT BUDOKAN 2013』」（日本武道館）で初披露した。
「月の気まぐれ」は2014年3月8日公開の『5つ数えれば君の夢』の主題歌になっている。
Type-A、Type-B（いずれもCDとDVDのセット）、Type-C（CDのみ）、Type-D（mu-moショップ・イベント会場限定盤、CDのみ）、ミュージックカード（モバイルカザスストア・イベント会場限定）の5形態。

## 収録曲
1. Partition Love（=TGS32）
作詞・作曲：小出祐介、編曲：松井寛、ギター・アレンジ：土方隆行
2. 月の気まぐれ
作詞・作曲・編曲：きくお
ミュージックカードを除く
3. 約束 -Acoustic Ver.-（=TGS28）
作詞：C.close（黒須チヒロ）、作曲：Hiroki Sagawa from Asiatic Orchestra（Vanir）
Type-Aにのみ収録
4. Partition Love -Royal Mirrorball Mix -
Type-Cにのみ収録
5. Partition Love（Instrumental）
ミュージックカードを除く
6. 月の気まぐれ（Instrumental）
ミュージックカードを除く

### DVD

#### Type-A
1. Partition Love（ミュージック・ビデオ）
ミュージック・ビデオ監督：福居英晃
2. Making Movie
3. Partition Love -Short Movie-
「Partition Love」のテーマである「教師と生徒の禁断の恋」をモチーフに、東京女子流のメンバー5人が女子高の生徒を演じるショートムービー。彼女たちの通う女子高に赴任してきた、イケメン英語教師・青木。彼に想いを寄せるひとみ（新井ひとみ）を主人公に、危うくも純粋な恋心を描く。脚本・監督は福居英晃、青木先生を演じるのは高良亘。ロケ地は茨城県龍ケ崎市にある愛国学園大学附属龍ヶ崎高等学校。

#### Type-B
1. おでかけムービー（名古屋・大須編、東京・月島築地編）